# Tlenek wanadu(V)
Tlenek wanadu(V), V
2O
5 – nieorganiczny związek chemiczny z grupy tlenków, w którym wanad występuje na V stopniu utlenienia. Stosowany jako katalizator, np. przy produkcji kwasu siarkowego, w reakcji utleniania dwutlenku siarki (SO
2) do tritlenku siarki (SO
3).

## Otrzymywanie
Tlenek wanadu(V) jest ostatecznym produktem utleniania wanadu, ale często jest zanieczyszczony wówczas niższymi tlenkami. Czysty związek otrzymuje się poprzez termiczny rozkład metawanadanu(V) amonu:
2NH
4VO
3 → V
2O
5 + 2NH
3↑ + H
2O↑

## Właściwości
W czystej postaci ma barwę żółtopomarańczową wynikającą ze zjawiska przeniesienia ładunku. Jest umiarkowanym utleniaczem. W reakcji z dwutlenkiem węgla, dwutlenkiem siarki lub kwasem szczawiowym ulega redukcji do ciemnoniebieskiego tlenku wanadu(IV), VO
2.
Słabo rozpuszcza się w wodzie, a jego roztwory mają odczyn lekko kwasowy. Ma właściwości amfoteryczne. Z zasadami tworzy wanadany(V), a w mocnych kwasach powstaje kation dioksydowanadowy VO+
2.
Jony ortowanadanowe(V) VO3−
4 obecne są w roztworach silnie zasadowych (pH > 12 lub >13). Po obniżeniu pH ulegają one dimeryzacji:
2VO3−
4 + 2H+
 ⇌ V
2O4−
7 + H
2O
Po dalszym obniżaniu pH stopień polimeryzacji zwiększa się. W pH 6–9 obecne są pozostające w równowadze trimery V
3O3−
9 i tetramery V
4O4−
12, które poniżej pH 6,5 przechodzą w dekamery V
10O6−
28, HV
10O5−
28 i H
2V
10O4−
28 (stopień polimeryzacji i protonowania zależy też od stężenia). Kondensacji jonów do stopnia n > 4 towarzyszy pojawienie się barwy żółtej, która dalej przechodzi w ciemnopomarańczową. Po zakwaszeniu roztworu do pH < 2–3, poliwanadany rozpadają się z wytworzeniem bladożółtych kationów wanadylowych:
H
2V
10O4−
28 + 14H+
 ⇌ 10VO+
2 + 8H
2O
Pomimo słabej rozpuszczalności jest silną trucizną, ma też działanie mutagenne i teratogenne. Nie ma smaku.